# 岩手石蔵
岩手 石蔵（いわて いしぞう、1863年12月16日（文久3年11月6日）- 1970年（昭和45年）1月26日）は、男性長寿日本一だった京都府の男性。

## 人物
1863年に生まれる。京都府久美浜町に暮らした。農家に育ち20歳で結婚。農業のかたわら生糸仲買業も営み、男3人(うち2人は1967年までに死去）、女1人の子に恵まれた。1967年時点で4人の孫と4人の曾孫がいた。妻は80歳で亡くなり、次男、孫一家と暮らしていた。耳がやや遠いものの体に不自由はなくテレビや新聞も親しんでいた。入浴はほぼ毎日行い、時々晩酌もしていた。
祖母も95歳まで存命の家系でくよくよしないことを長寿の秘訣に挙げていた。
1969年5月、岩手県の中村重兵衛の死去に伴い、105歳で国内男性最高齢となった。しかし中村重兵衛の記録はGRGによって認定されておらずその場合、1968年4月の津江市作の死去後、104歳で最高齢となっていることとなる。1969年9月には厚生省により男性長寿1位として発表されている。
1970年1月26日、老衰のため久美浜町の自宅で106歳で亡くなる。国内男性最高齢は高田栄作になった。